# Jan-Evangelista-Purkyně-Universität Ústí nad Labem
Die Jan-Evangelista-Purkyně-Universität Ústí nad Labem, tschechisch Univerzita Jana Evangelisty Purkyně v Ústí nad Labem, kurz UJEP, ist eine Universität in Ústí nad Labem (deutsch Aussig), die im Jahre 1991 gegründet wurde. Der Name der Universität ist auf den Physiologen und Gelehrten Jan Evangelista Purkyně (1787–1869) zurückzuführen.

## Geschichte
1954 wurde in Ústí nad Labem eine höhere pädagogische Schule gegründet. Diese wurde 1959 in ein Pädagogisches Institut und 1964 in eine Pädagogische Fakultät umgewandelt. 1991 wurde die Jan-Evangelista-Purkyně-Universität gegründet. Die Universität bestand damals aus drei Fakultäten, der Pädagogischen Fakultät, der Fakultät für Sozial- und Wirtschaftswissenschaften und der Fakultät für Umweltwissenschaften, und aus dem Institut für slawisch-germanische Forschung. 1993 wurde das Institut für gestaltende Kultur gegründet, welches 2000 in die Fakultät für Angewandte Kunst und Design transformiert wurde. 1998 wurde das Institut für Technik und Produktionssteuerung gegründet, aus dem 2006 die Fakultät für Produktionstechnik und Management entstand. 2003 entstand das Institut für Gesundheitswissenschaften. 2005 wurden der Pädagogischen Fakultät einige naturwissenschaftliche und geisteswissenschaftliche Bereiche abgeteilt. Aus diesen entstanden 2005 die Naturwissenschaftliche Fakultät und 2006 die Philosophische Fakultät. Das Institut für slawisch-germanische Forschung wurde 2008 der Philosophischen Fakultät angegliedert. Gleichzeitig wurde die Fakultät für Angewandte Kunst und Design in Fakultät für Kunst und Design umbenannt.

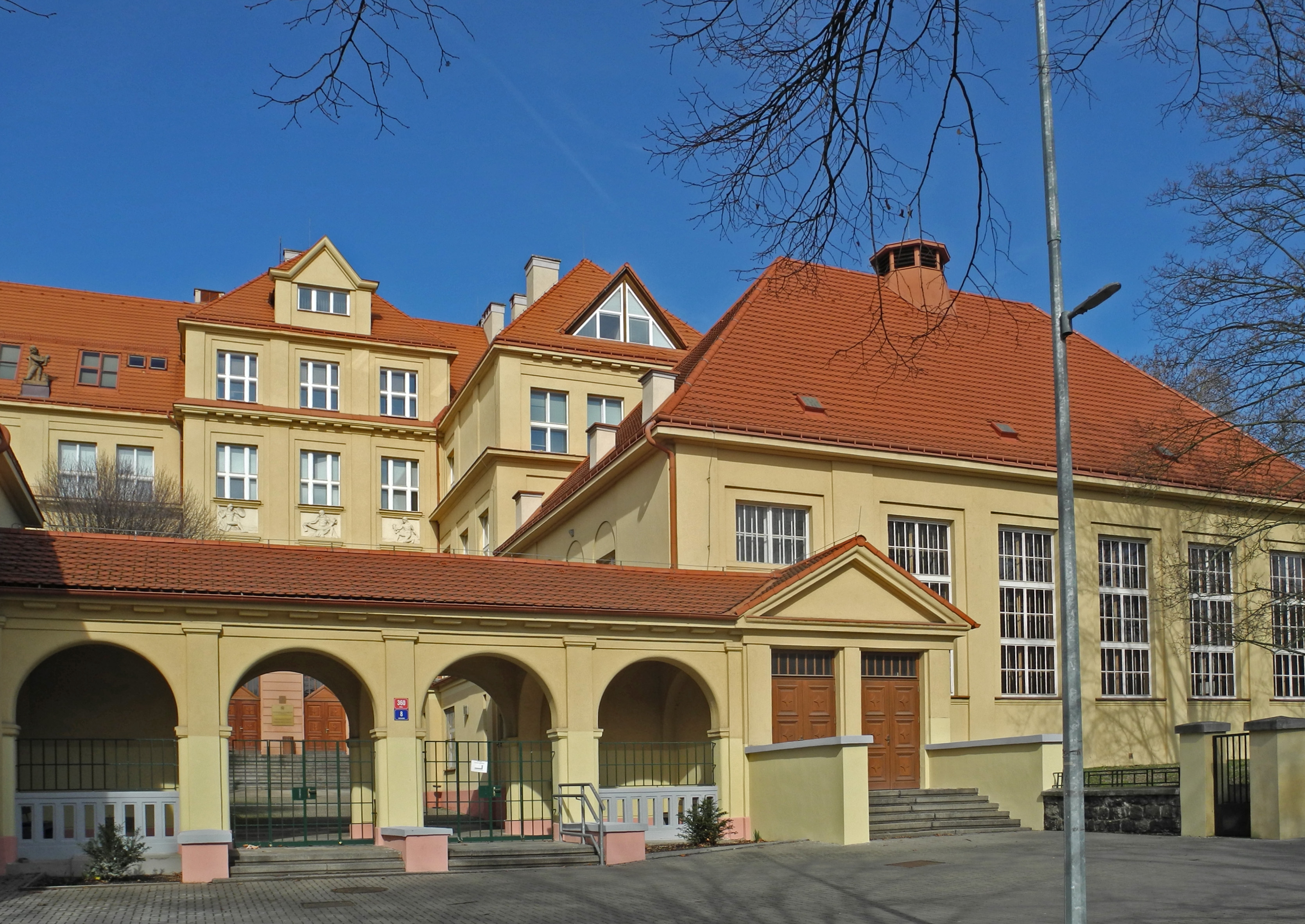
Universitätsgebäude

Das Universitätsgebäude, in dem heute die Philosophische und die Pädagogische Fakultät ihren Sitz haben (siehe Foto), war vor 1945 Sitz der Verwaltung des Regierungsbezirks Aussig unter dem nationalsozialistischen Regierungspräsidenten Hans Krebs. Daran erinnert noch heute ein Wandbild im Erdgeschoss des Bauwerks.

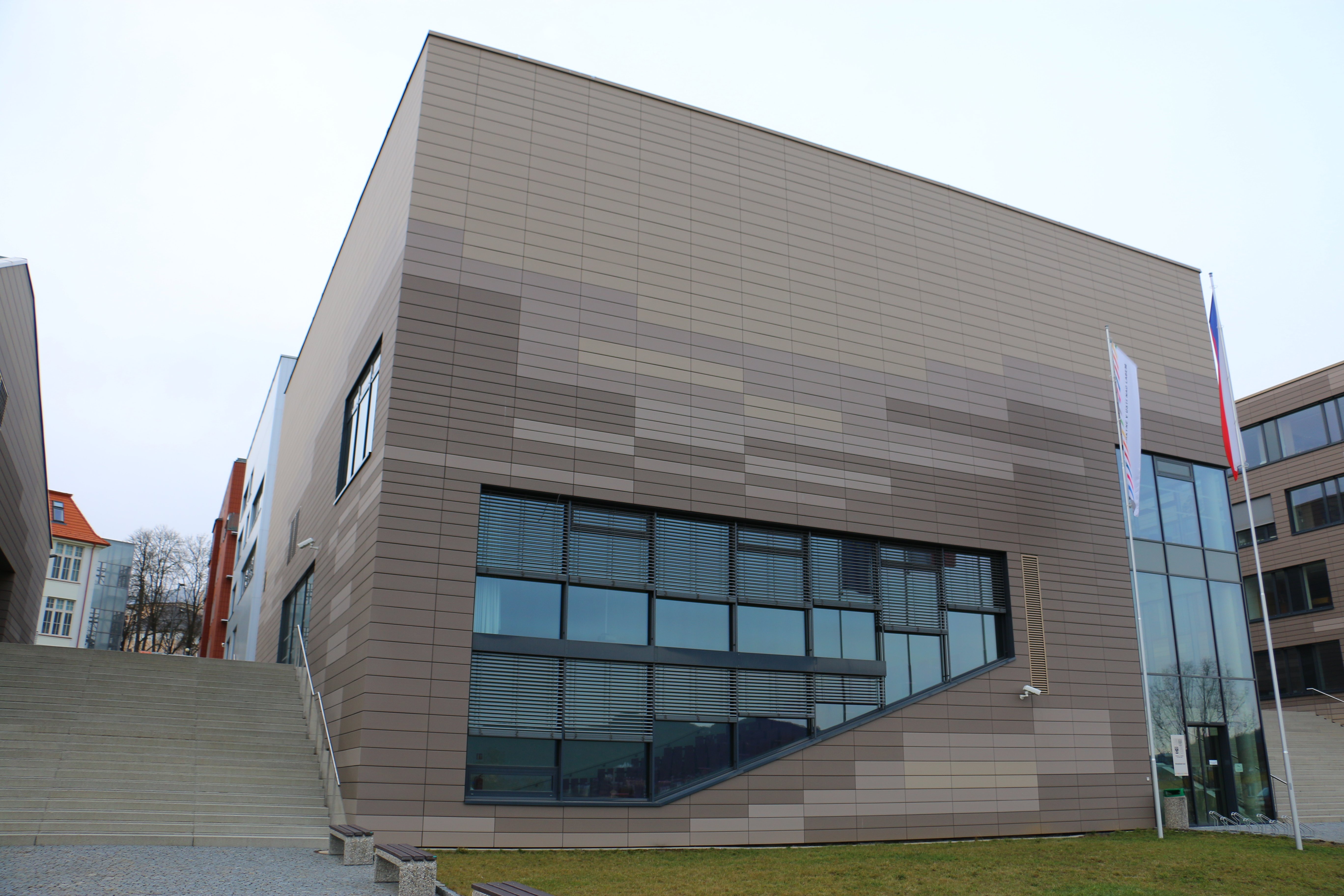
Rektorat

Im Jahr 2003 wurde das Projekt „Campus University J. E. Purkyně“ ins Leben gerufen. Bis zur geplanten Fertigstellung 2013 sollen alle Fakultäten zentrumsnah an einem Campus untergebracht werden. Das Projekt wird durch das Kultusministerium sowie durch Bildungsfonds der EU finanziert. Das Investitionsvolumen beträgt nach derzeitigem Planungsstand 2,9 Mrd. Kč. Bereits fertiggestellt wurde das Gebäude Pavillon D, in dem sich die Fakultät für Sozial- und Wirtschaftswissenschaften und die Bibliothek der Pädagogischen Fakultät befinden. Im März 2008 wird die 250 Mio. Kč teure Sanierung des Pavillon D abgeschlossen sein (Fakultät für Kunst und Design).

## Fakultäten und Institute
- Pädagogische Fakultät

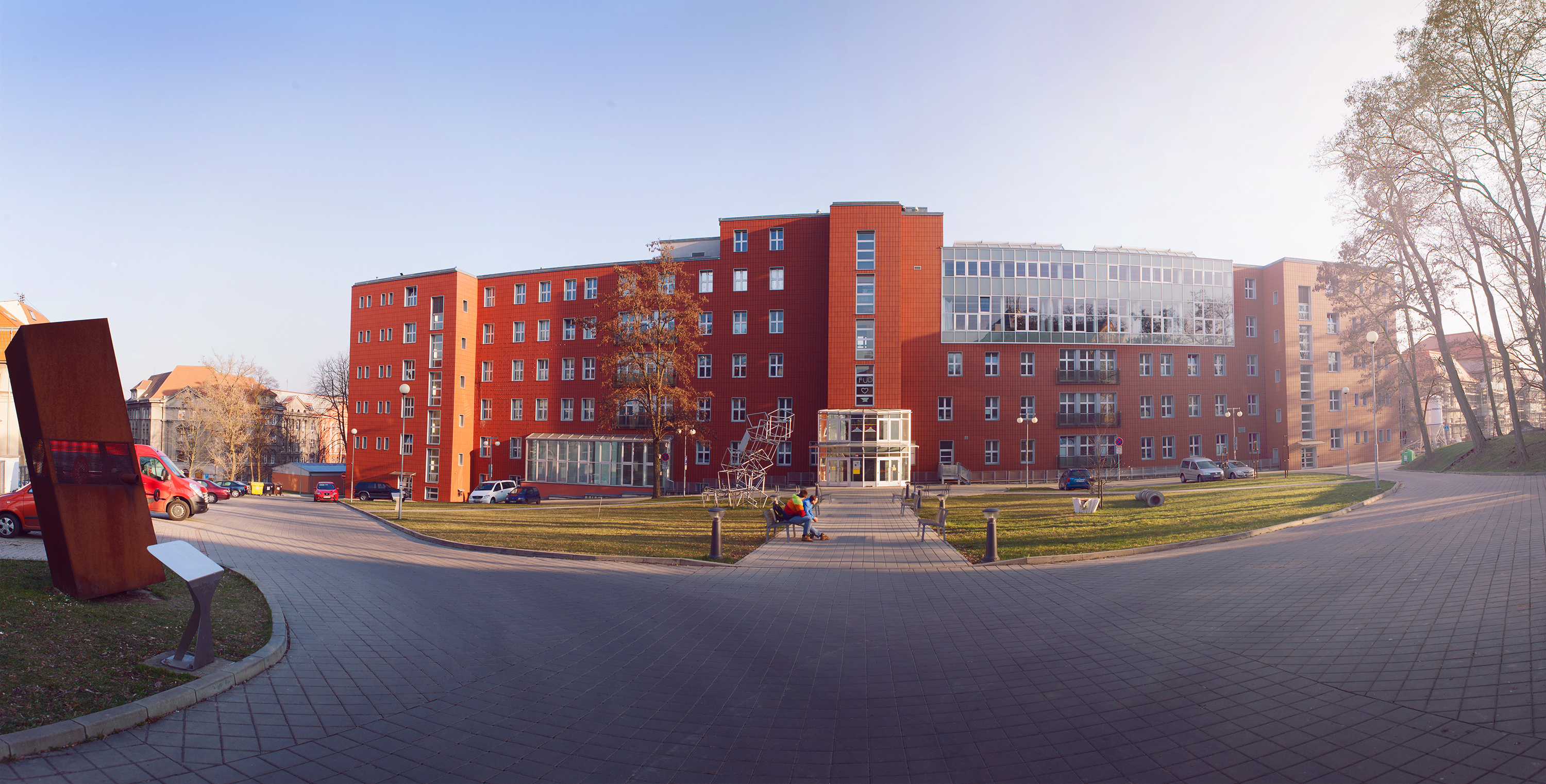
Fakultät für Kunst und Design

- Fakultät für Sozial- und Wirtschaftswissenschaften
- Fakultät für Umweltwissenschaften
- Fakultät für Kunst und Design
- Fakultät für Produktionstechnik und Management
- Fakultät für Naturwissenschaften
- Philosophische Fakultät
- Institut für Gesundheitswissenschaften

## Verweise und Quellen
1. ↑  In den Jahren 1960 bis 1990 hieß die Universität Brünn „Univerzita Jana Evangelisty Purkyně v Brně“.